# Catherine ou Une vie sans joie
Pour plus de détails, voir Fiche technique et Distribution.
Catherine ou Une vie sans joie est un film français muet réalisé par Jean Renoir.
Imaginé par le cinéaste pour sa femme Catherine Hessling et achevé en 1924, le film ne fut projeté qu'en privé. Albert Dieudonné en assura un second montage qui sortit en 1927 sous le titre Une vie sans joie.

## Synopsis
Catherine Ferrand, une orpheline, travaille comme bonne chez Georges Mallet, maire et député de Varance dans le Midi de la France. Parce qu'elle doit récupérer des clés lors d'une réception, Catherine découvre la médiocrité de la « haute société » qui se moque d'elle. Le maire la console mais les commérages et la jalousie de sa femme la forcent à s'en aller. La jeune fille est accueillie par Mme Laisné, sœur de Georges Mallet, qui vit à Nice. Cette femme a un fils tuberculeux, Maurice. Les deux jeunes gens tombent amoureux, mais pendant les fêtes de carnaval, le jeune garçon meurt dans les bras de la jeune fille. La famille la chasse de la maison. À la recherche d'un autre emploi, elle manque de tomber dans les griffes d'Adolphe, un maquereau de Nice. Catherine retourne alors à Varance où Mallet l'embauche comme secrétaire. Sa femme se sépare de lui et les électeurs lui deviennent hostiles. Afin de ne pas lui causer plus de torts, Catherine quitte le pays. Elle monte dans un tramway qui, privé de la direction du conducteur, roule droit vers un précipice. Parti à sa recherche, Mallet arrive juste à temps et sauve Catherine d'une fin tragique. Il renonce à sa carrière politique pour rester avec elle.

## Fiche technique
- Titre : Catherine ou Une vie sans joie
- Réalisation : Jean Renoir et Albert Dieudonné
- Scénario : Jean Renoir et Pierre Lestringuez
- Photographie : Jean Bachelet et Alphonse Gibory
- Décors : Leopardi de Boyon
- Production : Jean Renoir
- Distributeur : Jean Renoir, puis Pierre Braunberger (à partir de 1927)
- Pays de production : France
- Tournage : mars à mai 1924 ; Intérieurs : studios Gaumont, extérieurs : Cagnes-sur-Mer, Vence Nice ; studios de la Victorine[1]
- Format : Noir et blanc - Muet - 1,33:1 - 35 mm
- Durée : 82 minutes
- Date de sortie : 
  - France : 9 novembre 1927 au cinéma Max Linder, Paris

## Distribution
- Catherine Hessling : Catherine Ferrand
- Louis Gauthier : Georges Mallet
- Maud Richard : Édith Mallet
- Pierre Champagne : le fils Mallet
- Albert Dieudonné : Maurice Laisné
- Eugénie Nau : Madame Laisné
- Pierre Philippe (Pierre Lestringuez) : Adolphe, le maquereau
- Georges Térof : Gédéon Grave
- Jean Renoir : le sous-préfet
- Oléo : une prostituée

## Édition
Le film est disponible en DVD dans un coffret avec La Chienne, On purge bébé et Tire-au-flanc sorti en 2003 aux éditions Opening / Les films du jeudi / Les films de la pleiade.

## Citation
« Je pondis une petite histoire où se reflétait toute mon admiration pour les films américains. Catherine y jouait le rôle de la jeune innocente poursuivie par un vilain. J'espère que nulle trace ne demeure de ce petit chef-d'œuvre de banalité. Albert Dieudonné, le Napoléon d'Abel Gance, accepta de le diriger. Ce fut un échec complet. Ce film, intitulé orgueilleusement Catherine, ne fut jamais projeté dans aucune salle. Je n'avais aucune prétention à l'art, mais je fus quand même déçu. »

— Jean Renoir, Ma vie et mes films, 1974